# Melanagromyza nibletti
Melanagromyza nibletti este o specie de muște din genul Melanagromyza, familia Agromyzidae, descrisă de Spencer în anul 1957. Conform Catalogue of Life specia Melanagromyza nibletti nu are subspecii cunoscute.